# 普鲁士王家中央军官学院

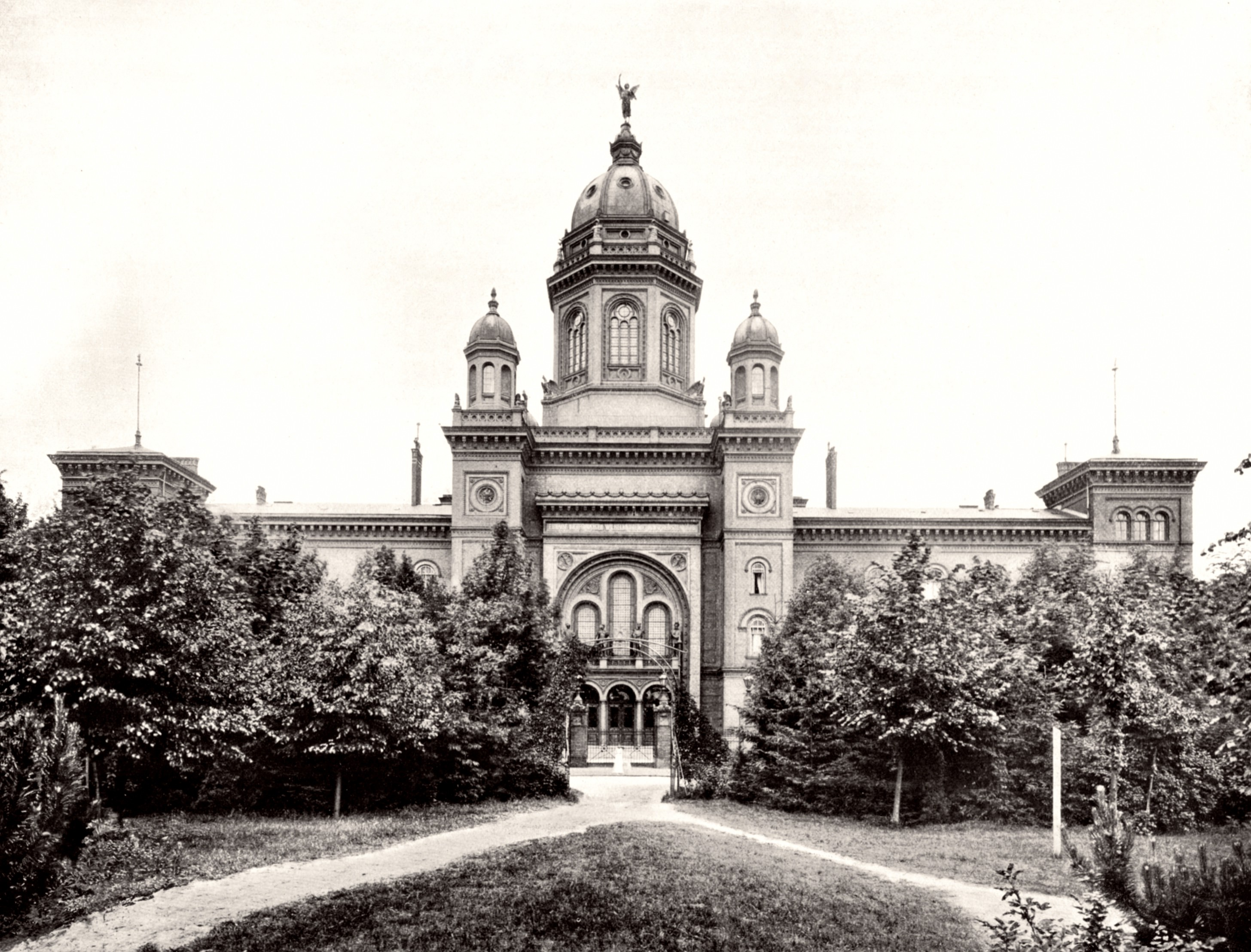
主楼

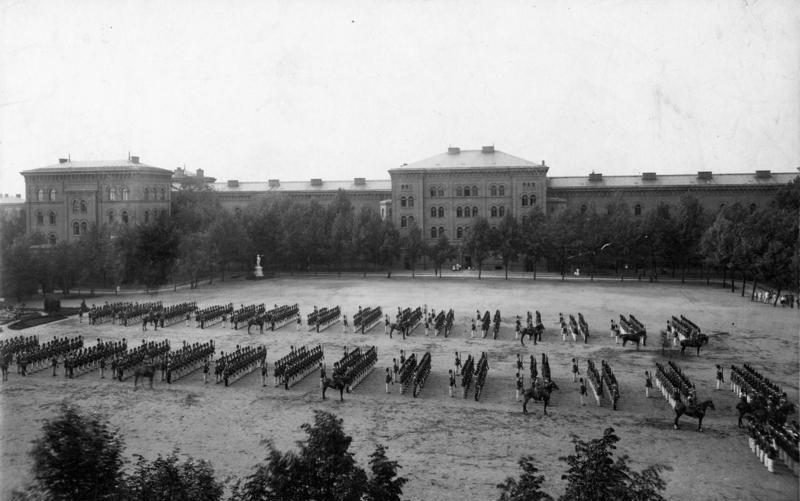
1906年学员的游行

普魯士王家中央軍官學院（德语：Preußische Hauptkadettenanstalt）位于柏林附近的大光野（Groß-Lichterfelde），是1882年至1920年间普鲁士陆军主要的军事院校，用于训练军官团。从1933年至1945年间，该建筑群是党卫军第1师的驻地。 
軍官學院的建筑（包括周围的城墙）在盟军空袭和柏林战役中被摧毁，或是在1945年之后被美国占领军拆除。党卫军军营的游泳池和部分入口庭院均被保留下来。
1945年7月，美军接管了军营。驻柏林美军将其命名为安德鲁斯兵营。党卫军第1师的新军营在第二次世界大战期间遭受了轻微损坏。1953年，美国人在原址上建造了一座教堂；这座历史悠久的学员大教堂的剩余部分可追溯至19世纪，现已被拆除。尽管旧的景观和平面图没有得到遵守，但更多的新建筑随之而来。在原有的广阔建筑群中，东南侧的军营翼楼、个别住宅建筑和西侧的司令官邸都被保留了下来。
自1994年美军撤军以来，主要军校学生学院的场地一直被联邦档案馆使用；如今，德意志帝国、魏玛共和国、纳粹德国和东德的中央档案都集中在这里保存。

## 著名学员
- 约翰内斯·布拉斯科维茨（1901）
- 沃纳·冯·布隆伯格（1897）
- 费多尔·冯·博克（1898）
- 奥斯卡·冯·伯尼克（1912）
- 瓦尔特·冯·布劳希奇（1900）
- 路德维希·冯·埃斯托夫（1878）
- 埃里希·冯·法尔肯汉（1880）

- 保罗·豪塞尔（1899）
- 威廉·海耶（1888）
- 赫尔曼·霍斯（1904）
- 荫昌（1883）
- 埃里希·鲁登道夫
- 埃里希·冯·曼斯坦因
- 哈索·冯·曼陀菲尔